# تمصلوحت
تمصلوحت هي قرية مغربية بإقليم الحوز، تبعد جماعة تمصلوحت عن مدينة مراكش بحوالي 20 كيلومتر على الطريق الرابطة بين مراكش وأمزميز عبر منجم كماسة. وتضم هذه القرية 21.408 نسمة (إحصاء 2004).
شهدت هذه منطقة تمصلوحت العديد من القبائل العربية، الأمازيغية خصوصا سوس
والصحراوية، حيث استقرت بالمنطقة وتعايشت بها قبل قدوم الشيخ الصوفي عبد الله بن احساين. تشهد تمصلوحت كل سنة حدثا مهما يتجلى في موسم عبد الله بن احساين والذي يتم فيه ترويج ماتزخر به المنطقة من منتوجات تقليدية تجذب العديد من الزوار من مختلف المدن المغربية. لكن النقطة السوداء في هذا الإحتفال تبقى هي بعض المشعودين الذين يجوبون بجنبات قبر عبد الله بن احساين رحمه الله ويقومون بنحر جمل وتقديمه قربانا أو بيع لحمه لبعض المشعودين، لكن سكان المنطقة بريؤون من هذه التصرفات التي يستغلها هؤلاء المشعودين.
وتوجد بها مجموعة من المصالح الإدارية من مقر الجماعة القروية والقيادة ومركز للدرك الملكي ومستوصف صحي صغير وغيرها...
تشتهر المنطقة بالنشاط الفلاحي حيث تتميز بغطاء نباتي متنوع من أشجارالزيتون و يعتمد سكان تمصلوحت على مهن وحرف متنوعة فبالإضافة إلى الفلاحة هنالك فنون الخزف وبعض الحرف التقليدية كالزرابي و الآلات والأدوات التقليدية، و تربية النحل حيث تتواجد بالمنطقة جمعيات المجتمع المدني تعنى بهذا الميدان. بالإضافة إلى الموظفين العموميين بمختلف القطاعات
.عرفت المنطقة تعاقب سنوات الجفاف التي لها أثر سلبي على اقتصاد المنطقة مما ساهم في تكبد الفلاحين خسائر خلال السنوات الأخيرة بسبب الاعتماد على التساقطات المطرية.
.وتتميز كذلك بتحفيط القرآن الكريم الأبناء المنطقة
```
عانت المنطقة ولا تزال من الفقر والتهميش و انعدام البنيات التحتية بها في ضل نوم المسؤولين عليها
```

لقد تم إنشاء موقع رسمي لتمصلوحت للتعرفها عليها أكثر www.tameslohte.com